# Florida Film Critics Circle
Il Florida Film Critics Circle (FFCC) è un'organizzazione fondata nel 1996 e composta da trenta critici cinematografici che lavorano o operano in Florida, i quali, alla fine di ogni anno, votano per l'assegnazione dei Florida Film Critics Circle Awards per i meriti cinematografici raggiunti dai film in gara. Due di questi premi sono il Pauline Kael Breakout Award, intitolato in onore del critico Pauline Kael, e il  Golden Orange Award for Outstanding Contribution to Film. Alcuni dei votanti provengono da Miami Herald, Miami New Times, Sun-Sentinel, Folio Weekly, Bloody Disgusting, WJNO Radio, WTVT, The Daytona Beach News-Journal, e Tampa Bay Times.

## Categorie dei premi
- Miglior attore
- Miglior attrice
- Miglior film d'animazione
- Miglior cast
- Miglior fotografia
- Miglior regista
- Miglior film
- Miglior colonna sonora
- Miglior film straniero
- Miglior sceneggiatura
- Miglior attore non protagonista
- Miglior attrice non protagonista
- Miglior canzone (solo nel 1996)
- Migliori effetti speciali